# Indicatif régional 814

Carte de l'État de Pennsylvanie (en bleu et rouge) avec les territoires de ses indicatifs régionaux. Le territoire de l'indicatif régional 814 est en rouge au centre et au nord de l'État.

L'indicatif régional 814 est l'un des multiples indicatifs téléphoniques régionaux de l'État de Pennsylvanie aux États-Unis.
Cet indicatif dessert une vaste région au centre et au nord de l'État.
La carte ci-contre indique le territoire couvert par l'indicatif 814.
L'indicatif régional 814 fait partie du Plan de numérotation nord-américain.

## Comtés desservis par l'indicatif
- Armstrong - partiellement
- Bedford
- Blair
- Cambria
- Cameron
- Centre - partiellement
- Clarion - partiellement
- Clearfield
- Clinton
- Crawford - partiellement
- Elk - partiellement
- Erie - partiellement
- Fayette - partiellement
- Forest - partiellement
- Fulton - partiellement
- Huntingdon - partiellement
- Indiana - partiellement
- Jefferson - partiellement
- McKean - partiellement
- Mercer - partiellement
- Mifflin - partiellement
- Potter
- Somerset
- Tioga - partiellement
- Venango - partiellement
- Warren - partiellement
- Westmoreland - partiellement

## Principales villes desservies par l'indicatif
Altoona, Bradford, DuBois, Erie, Meadville, Oil City, Johnstown, and Warren, State College, Brockway, Clearfield, Huntingdon, Bedford, Clarion, Punxsutawney, St. Marys, Tyrone, Ebensburg, Coudersport et Brookville